# Amelora mesocapna
Amelora mesocapna là một loài bướm đêm trong họ Geometridae.